# Actinotia obscura
Actinotia obscura là một loài bướm đêm trong họ Noctuidae.